# سيرجيو توليدو
سيرجيو توليدو (بالبرتغالية: Sérgio Toledo‏) هو مخرج برازيلي، ولد في 1956 في ساو باولو في البرازيل.

## وصلات خارجية
- سيرجيو توليدو على موقع IMDb (الإنجليزية)
- سيرجيو توليدو على موقع ألو سيني (الفرنسية)
- سيرجيو توليدو على موقع أول موفي (الإنجليزية)
- سيرجيو توليدو على موقع قاعدة بيانات الفيلم (الإنجليزية)
- سيرجيو توليدو على موقع كينوبويسك (الروسية)